# Viborgs sten, Raseborg
Viborgs sten är skär i Finland. De ligger i Finska viken och i kommunen Raseborg i landskapet Nyland, i den södra delen av landet. Öarna ligger omkring 77 kilometer väster om Helsingfors.
Arean för skäret är 0,4 hektar och dess största längd är 110 meter i nord-sydlig riktning. Närmaste större samhälle är Ekenäs, 15,3 km nordväst om Viborgs sten.